# Daniel's Harbour
Daniel's Harbour es un pueblo canadiense situado en la provincia de Terranova y Labrador.

## Superficie
Daniel's Harbour tiene una superficie de 7,68 km².

## Demografía
En 2021, tenía 220 habitantes, una densidad poblacional de 28,6 hab./km², y 152 viviendas.